# Johannes I Lemigius
Johannes I Lemigius was exarch van Ravenna van 611 tot 616.
Zijn voorganger Smaragdus was een vertrouwensman van keizer Phocas en leefde in onmin met de Longobarden. Nadat keizer Herakleios (610-641) Phocas uit de weg had geruimd, verving hij Smaragdus door Johannes. Johannes sloot vrede met koning Agilulf van de Longobarden.
Johannes zat krap bij kas, verhoogde de belastingen en betaalde zijn soldaten laattijdig uit. In 616 brak er een opstand uit en werd Johannes vermoord, hij werd vervangen door Eleutherius.